# Borša
Borša este o comună slovacă, aflată în districtul Trebišov din regiunea Košice. Localitatea se află la altitudinea de 101 m deasupra n.m., se întinde pe o suprafață de 9,54 km2 și în 2017 număra 1.147 de locuitori.

## Istoric
Localitatea Borša este atestată documentar din 1221.

## Demografie
| An:                | 1994 | 2004   | 2014   | 2024   |
| ------------------ | ---- | ------ | ------ | ------ |
| Număr de persoane: | 1380 | 1253   | 1183   | 1119   |
| Diferență:         |      | −9,20% | −5,58% | −5,40% |

| An:                | 2023 | 2024   |
| ------------------ | ---- | ------ |
| Număr de persoane: | 1129 | 1119   |
| Diferență:         |      | −0,88% |